# Liste der Naturdenkmale in Ottweiler
Die Liste der Naturdenkmale in Ottweiler enthält die Naturdenkmale in Ottweiler im Landkreis Neunkirchen im Saarland.

## Naturdenkmale
| Bild            | Bezeichnung                                            | Ort                                                                                       | Beschreibung | Art | Nr.      |
| --------------- | ------------------------------------------------------ | ----------------------------------------------------------------------------------------- | --- | --- | -------- |
| Fotos hochladen | 3 Gedenkeichen 1870 Kaisergärtchen/Vogelsheck          | Ottweiler 49° 24′ 29,9″ N, 7° 7′ 51,6″ O)                                                 | [ 2 ] |     | D 403 01 |
| Fotos hochladen | Birnbaum „Appoloniendell“                              | Ottweiler 49° 25′ 19,6″ N, 7° 11′ 11,4″ O)                                                | [ 3 ] |     | D 403 03 |
| Fotos hochladen | Eiche am Kreuzbrunnen                                  | Ottweiler Hinterm Kreuzbrunnen 49° 24′ 57″ N, 7° 9′ 3,4″ O)                               | [ 4 ] |     | D 403 04 |
| Fotos hochladen | Eiche am Haus Philippi                                 | Ottweiler Am Wilhelmsteich 22 49° 23′ 50,4″ N, 7° 9′ 7,7″ O)                              | [ 5 ] |     | D 403 08 |
| BW              | Eschen auf dem alten ev. Friedhof                      | Ottweiler 49° 24′ 15,5″ N, 7° 9′ 34,2″ O)                                                 | [ 6 ] |     | D 403 10 |
| Fotos hochladen | 2 Eiben hinter dem Dienstgebäude III des Landratsamtes | Ottweiler Seminarstraße 23/25 49° 23′ 59,1″ N, 7° 9′ 49″ O)                               | [ 7 ] |     | D 403 11 |
| Fotos hochladen | Ahorn Stennweilerstraße                                | Ottweiler Stennweilerstraße 50 49° 24′ 0″ N, 7° 9′ 4,7″ O)                                | [ 8 ] |     | D 403 13 |
| BW              | Kirschbaum „Die Entenpfühl“                            | Ottweiler 49° 24′ 34,9″ N, 7° 11′ 8,5″ O)                                                 | Gefällt. |     | D 403 14 |
| Fotos hochladen | Buche „Friedrichslust“                                 | Ottweiler an der Treppe in der Grünanlage „Friedrichslust“ 49° 24′ 3,3″ N, 7° 9′ 49,2″ O) | [ 10 ] |     | D 403 15 |
| Fotos hochladen | Eiche in der Kurve der L141 OTW-Welschbach             | Ottweiler L 141 49° 24′ 26,3″ N, 7° 8′ 6,7″ O)                                            | [ 11 ] |     | D 403 16 |
| BW              | Steilwand                                              | Ottweiler Nachtigallenweg 49° 24′ 25,9″ N, 7° 9′ 41,7″ O)                                 | Steilwand von etwa 100 m Länge und 6 m Höhe aus Ottweiler Konglomerat. Der Baumbewuchs ist nicht Bestandteil des Naturdenkmals. |     | D 403 18 |
| Fotos hochladen | Eibe                                                   | Ottweiler Seminarstraße 14 49° 23′ 58,9″ N, 7° 9′ 52,6″ O)                                | [ 13 ] |     | D 403 19 |
| BW              | Esskastanie                                            | Ottweiler 49° 23′ 54,7″ N, 7° 9′ 13,7″ O)                                                 | [ 14 ] |     | D 403 21 |
| Fotos hochladen | Lindenallee im Reiherswald                             | Ottweiler B41 49° 23′ 18,9″ N, 7° 9′ 7,6″ O)                                              | [ 15 ] |     | D 403 22 |
| Fotos hochladen | Eiche nahe Altersheim                                  | Ottweiler Eichenwäldchen/100 m nördlich B 420 49° 24′ 43,6″ N, 7° 11′ 23,3″ O)            | [ 16 ] |     | D 403 23 |
| Fotos hochladen | Gedenklinde 1871 Wetschhauser Hof                      | Ottweiler Steinbach Wetschhauser Hof 49° 25′ 26,2″ N, 7° 12′ 48,3″ O)                     | [ 17 ] |     | D 403 25 |
| BW              | Prinzessfichte                                         | Ottweiler Fürth 49° 25′ 50,3″ N, 7° 12′ 5,4″ O)                                           | [ 18 ] |     | D 403 26 |
| Fotos hochladen | Birnbaum Ruckertstraße                                 | Ottweiler Steinbach Ruckertstraße 49° 24′ 28,8″ N, 7° 12′ 51,8″ O)                        | [ 19 ] |     | D 403 28 |
| Fotos hochladen | Rosskastanie vor Werns Mühle                           | Ottweiler Fürth Werns Mühle 49° 25′ 2,1″ N, 7° 14′ 6,8″ O)                                | [ 20 ] |     | D 403 29 |
| Fotos hochladen | Zwillingseiche                                         | Ottweiler Fürth 49° 25′ 39,7″ N, 7° 13′ 21″ O)                                            | [ 21 ] |     | D 403 30 |
| Fotos hochladen | 2 Linden in Lautenbach                                 | Ottweiler Lautenbach Mühleckstraße/Schönbachstraße 49° 25′ 13,2″ N, 7° 15′ 55″ O)         | [ 22 ] |     | D 403 31 |
| BW              | Eiche am ev. Pfarrhaus                                 | Ottweiler Seminarstraße 20 49° 24′ 0,4″ N, 7° 9′ 50,8″ O)                                 | [ 23 ] |     | D 403 32 |
| Fotos hochladen | Linde in der Stennweilerstraße                         | Ottweiler Gäßling/Stennweilerstraße 49° 24′ 0,7″ N, 7° 9′ 13,2″ O)                        | [ 24 ] |     | D 403 35 |
| Fotos hochladen | Eiche im Reiherswald                                   | Ottweiler 49° 23′ 36,6″ N, 7° 9′ 4,7″ O)                                                  | [ 25 ] |     | D 403 36 |
| BW              | Roteiche in der Rungwies                               | Ottweiler 49° 25′ 12,3″ N, 7° 11′ 23,4″ O)                                                | [ 26 ] |     | D 403 38 |
| BW              | Esche Stennweilerstraße                                | Ottweiler Stennweilerstraße 50 49° 23′ 59,6″ N, 7° 9′ 3,6″ O)                             | [ 27 ] |     | D 403 39 |
| Fotos hochladen | Birnbaum                                               | Ottweiler Steinbach 49° 24′ 13,7″ N, 7° 12′ 5″ O)                                         | [ 28 ] |     | D 403 44 |
| Fotos hochladen | Rosskastanie in Steinbach                              | Ottweiler Steinbach Ottweilerstraße 22 49° 24′ 22,3″ N, 7° 12′ 32,3″ O)                   | [ 29 ] |     | D 403 45 |
| Fotos hochladen | Eiche im Gänsbrunnen                                   | Ottweiler Mainzweiler Gänsbrunnen 31 49° 24′ 53,3″ N, 7° 7′ 13,4″ O)                      | [ 30 ] |     | D 403 46 |
| Fotos hochladen | Birnbaum in Mainzweiler                                | Ottweiler Mainzweiler 49° 25′ 5,5″ N, 7° 6′ 54,4″ O)                                      | [ 31 ] |     | D 403 47 |
| Fotos hochladen | 3 Linden am Friedhof                                   | Ottweiler Mainzweiler Eingang zum Friedhof 49° 25′ 22,8″ N, 7° 6′ 57″ O)                  | [ 32 ] |     | D 403 48 |
| Fotos hochladen | Scheinzypresse auf dem Friedhof                        | Ottweiler Mainzweiler auf dem Friedhof 49° 25′ 24,8″ N, 7° 6′ 55″ O)                      | [ 33 ] |     | D 403 49 |
| Fotos hochladen | Rosskastanie in Mainzweiler                            | Ottweiler Mainzweiler L293/Gänsbrunnen 49° 24′ 46,5″ N, 7° 7′ 15″ O)                      | [ 34 ] |     | D 403 50 |